# Molophilus caenosus
Molophilus caenosus är en tvåvingeart som beskrevs av Alexander 1937. Molophilus caenosus ingår i släktet Molophilus och familjen småharkrankar. Inga underarter finns listade i Catalogue of Life.